# Elecciones estatales de Yucatán de 1970
Las elecciones estatales de Yucatán de 1970 se llevó a cabo el domingo 15 de noviembre de 1970, y en ellas se renovarán los siguientes cargos de elección popular:
- 106 Ayuntamientos. Formados por un Presidente Municipal y regidores, electo para un período inmediato de tres años no reelegibles para un período inmediato.
- 63 Diputados al Congreso· 48 Electos por una Mayoría Relativa de cada uno de los Distritos Electorales y 21 de Representación Proporcional en mediante de listas.

## Resultados

### Ayuntamientos

#### Ayuntamiento de Mérida
- Víctor Cervera Pacheco  Hecho